# Далидович, Александр Иванович
Алекса́ндр Ива́нович Далидо́вич (15 февраля 1905 — 10 марта 1946) — один из руководителей партизанского движения на территории Минской и Полесской областей в годы Великой Отечественной войны.

## Биография

### Молодые годы
Родился 15 февраля 1905 года в деревне Завшицы Слуцкого уезда (ныне Солигорский район Минской области) в крестьянской семье: отец Иван Игнатович, мать Христина Ивановна, старшая сестра Татьяна, младшие брат Михаил и сестра Ольга. Белорус. Учился в школе, работал в сельском хозяйстве, вступил в комсомол.
С 1927 года — в Красной армии. Служил в 38 Краснознамённом кавалерийском полку 7 Самарской кавалерийской дивизии имени Английского пролетариата, дислоцирующемся в городе Минске. В 1929 году вступил в ВКП(б).
С 1930 года работал: заведующим клубом, контролёром сберкассы, заведующим производственным участком машинно-тракторной станции в Краснослободском районе Бобруйской области. В 1932 году поступил на учёбу в Высшую коммунистическую сельскохозяйственную школу Белоруссии имени В. И. Ленина в городе Минске, которую окончил в 1935 году.
После окончания учёбы работал в Ветринском районе Витебской области инструктором, а потом помощником секретаря райкома партии, заместителем председателя райисполкома, уполномоченным Наркомата заготовок. С июня 1940 года — председателем исполнительного комитета Совета депутатов трудящихся Кривичского района Вилейской области на территории Западной Белоруссии.

### Великая Отечественная война
Начиная с 22 июня 1941 года работа Далидовича была направлена на поддержание порядка в районе, обеспечение мобилизации людей и транспорта, эвакуации материальных ценностей и документов. Партийный и советский актив района был организован в отряд для противодействия антисоветским и бандитским элементам, которые, в связи c началом войны, грабили учреждения, убивали советских работников, обстреливали красноармейцев. В местечке Будслав 1 июля 1941 года произошла первая встреча с немецко-фашистскими захватчиками: убиты пять фашистов и сожжена легковая автомашина. Немцы преследовали отряд, который передвигался по району на автомашинах, бомбил и обстреливал самолёт. Отряд 2 июля 1941 года нагнал отступающие части Красной армии на мосту через реку Березину.
В посёлке Лиозно Витебской области были сформированы 29 организаторских партизанских групп для направления в тыл противника. Далидович был назначен командиром группы, направляемой в Любанский район Минской области. Первый секретарь ЦК КП(б) Белоруссии П. К. Пономаренко 7 июля 1941 года лично беседовал с каждым из командиров групп и поставил им боевые задачи.
Группа Далидовича в составе 16 человек 20 июля 1941 года форсировала реку Птичь, по которой проходила линия фронта, и уже 21 июля в бою способом засады подорвала немецкий броневик, убила четырёх и ранила 10 вражеских солдат. Так началась боевая деятельность в тылу врага, которая продлилась 1076 дней.
Группа выросла в первые же дни в отряд численностью 47 человек. Это был первый партизанский отряд сформированный в Минской области. За первый месяц действия отряд разрушил 18 дорожных мостов, в том числе несколько крупных через реку Орессу, имевших важное значение для продвижения вражеских колонн с живой силой и техникой. Разведчики, под руководством комиссара отряда Д. Т. Гуляева, захватили 22 октября 1941 года в Любане районную типографию, шрифты и оборудование: отряд начал выпускать листовки и газету. Способствовал организации из мелких групп партизанских отрядов под командованием Н. Н. Розова, А. И. Патрина, Г. Н. Столярова и других..
В ознаменование 24 годовщины Великой Октябрьской социалистической революции, 7 ноября 1941 года сводный партизанский отряд в составе 94 бойцов под командованием Далидовича разгромил немецкий гарнизон в районном центре Любане. В бою было убито 42 солдата и офицера противника.
В декабре 1941 года командир партизанского отряда Комаров (В. З. Корж) сообщил Далидовичу, что ведёт бой в окружении и просит помощи. Отряд Далидовича нанёс стремительный удар по гарнизону противника в деревне Нежин Любанского района и снял блокаду. Противник потерял убитыми 28 человека, партизаны потерь не имели, взяты трофеи.
В январе 1942 года отряд Далидовича, в совместных действиях с группой (32 бойца) из отряда Ф. И. Павловского, возглавляемой комиссаром отряда С. В. Маханько, ликвидировали вражеский гарнизон в деревне Ветчин Житковического района, разоружили и разогнали полицию в ряде деревень. Ворвались в местечко Копаткевичи, разгромили гарнизон, захватили богатые трофеи, в том числе 600 тонн зерна на двух складах. Зерно раздали населению, а склады сожгли.
В марте 1942 года отряд активно участвовал в 1000-км партизанском рейде по тылам немцев через районы Минской и Полесской областей, разгромив при этом десятки фашистских гарнизонов. Участвовал в операциях по взрыву железнодорожных мостов через реку Птичь 3 ноября 1942 года и через реку Бобрик 9 декабря 1942 года. Он стал базовым для Минского подпольного обкома партии.
Отряд Далидовича в 1942 году на своей основной базе на небольшом острове среди болот Зыслове, с помощью других отрядов и местного населения, оборудовал полевой аэродром, на который, вначале, лётчики сбрасывали грузы на парашютах, а 22 сентября осуществили посадку двухмоторного самолёта. Был установлен воздушный мост с «Большой землёй» по которому снабжались отряды и бригады Минского партизанского соединения вооружением и вывозились тяжелораненые и больные.
Далидович 14 января 1943 года был назначен командиром вновь сформированной партизанской бригады № 25 имени П. К. Пономаренко. «Отряд, а позднее бригада, которыми командовал А. И. Далидович, являлись одним из самых боевых в соединении. Строгий начальник, спокойный, рассудительный, ровный в обращении человек Александр Иванович пользовался заслуженным уважением». Он являлся, одновременно, членом Любанского подпольного райкома КП(б)Б.
Бригада включала в свой состав семь отрядов общей численностью более 1600 человек. Она вела ожесточённые бои с карательными регулярными частями немцев, которые имели в своём составе танки, бронемашины, артиллерию, поддерживались авиацией. Осуществлялась непрерывная диверсионная работа на коммуникациях противника. Бригада уничтожила до 500 гитлеровцев, пустила под откос 75 вражеских эшелонов с живой силой и военной техникой (под обломками вагонов погибли и ранены более 2000 солдат и офицеров), уничтожила 120 автомашин и 7 танков противника, подорвала более 8000 железнодорожных рельсов за три этапа «рельсовой войны».
Бригада соединилась с частями Красной армии 1 июля 1944 года и вместе с ними освобождала населённые пункты Любанского района от немецко-фашистских оккупантов.

### Послевоенное время
С сентября 1944 года по март 1946 года работал в городе Минске заместителем председателя Совета народных комиссаров БССР — начальником управления по государственному обеспечению и бытовому устройству семей военнослужащих и партизан при СНК БССР.
Сердечный приступ прервал его жизнь, когда ему едва исполнился 41 год. В сообщении от СНК БССР и ЦК КП(б) Белоруссии говорилось: «Память о тов. Далидовиче А. И. сохранится в наших сердцах, как о самоотверженном воине и государственном деятеле, скромном и чутком товарище, верном сыне своего народа, служению которому он отдал все свои силы и способности». Похоронен в городе Минске на Военном кладбище.

## Награды
- Орден Красного Знамени, № 50259
- Орден Отечественной войны 1-й степени, № 88004
- Медали
- Именное оружие.

## Память

Надпись на обелиске

Памятник на Военном кладбище в Минске

Именем А. И. Далидовича названа улица в деревне Живунь Любанского района, в Любанском музее Народной славы экспонируются материалы о нём, в Белорусском государственном музее истории Великой Отечественной войны хранятся документы и его именное оружие.
На одной из граней обелиска, установленного на острове Зыслов, размещена надпись о том, что здесь: «Базировались штабы партизанского соединения Минской обл. командир соединения Козлов В. И. бригады № 25 имени Пономаренко командир бригады Далидович А. И.»
Жители деревни Завшицы посвятили своему земляку комбригу Далидовичу отдельный стенд в школьном краеведческом музее «Спадчына».
На Военном кладбище в городе Минске на могиле Далидовича установлен памятник.

## Семья
Во время учёбы в Высшей коммунистической сельскохозяйственной школе Далидович женился на студентке этого же учебного заведения Жакович, Ядвиге Адамовне (1910—1999). Его семья, жена и четверо детей, оказавшись в 1941 году на оккупированной территории, несколько раз меняла место жительства, опасаясь ареста. Он нашёл семью весной 1943 года и в августе этого же года отправил с партизанского аэродрома самолётом в Москву. С октября 1944 года семья проживала в городе Минске: дочь Нина (1935—2007), сыновья Виль (1937—2018), Владимир (1938—1989) и дочь Мая (1941—2011).